# Gail Simone
Gail Simone (Oregon, 29 de julho de 1974) é uma roteirista de histórias em quadrinhos americana. Mais conhecida por escrever a série da DC Aves de Rapina, suas outras obras notáveis incluem Sexteto Secreto, Boas-vindas á Tranquilidade, Eléktron, Deadpool e Mulher-Maravilha.
Em 2011, ela se tornou roteirista de Batgirl. Apesar de ter sido demitida do título em dezembro de 2012, pelo editor Brian Cunningham, ela foi recontratada no dia 21 de dezembro, após os fãs terem reagido contra a decisão da DC.
Ela tornou-se roteirista de uma nova série da Red Sonja  em 2013 pela Dynamite Entertainment, e da série Crosswind, em 2017, pela Image Comics.

## Carreira

### Primeiros trabalhos
Ex-cabeleireira e estudante de teatro na faculdade, Simone tornou-se conhecida pelos fãs por Women in Refrigerators, um site fundado em 1999 por um pequeno grupo de fãs de quadrinhos, incluindo Simone, em resposta a uma cena em Lanterna Verde #54, em que a namorada do personagem-título, Alexandra DeWitt, foi assassinada e seu corpo enfiado em uma geladeira para que o herói o encontrasse. O site foi dedicado a identificar super-heroínas que tivessem sido mortas, estupradas, ou caso contrário, passado por eventos traumáticos como expediente narrativo para um personagem masculino. O site a pôs em contato com muitas pessoas que trabalham na indústria de quadrinhos. Sua coluna  You'll All Be Sorry! foi publicada semanalmente no Comic Book Resources. Os tópicos variavam de resumos satíricos de quadrinhos ("Condensed Comic Classics") a fanfics paródicas.
Simone trabalhou para a Bongo Comics, escrevendo scripts de muitas de suas histórias em quadrinhos baseadas em Os Simpsons. Suas contribuições incluem histórias para Simpsons Comics, uma edição especial de Treehouse of Horror e scripts regulares para Bart Simpson Comics. Simone também escreveu muitas páginas dominicais para a tira de quadrinhos dos Simpsons.

### Regular

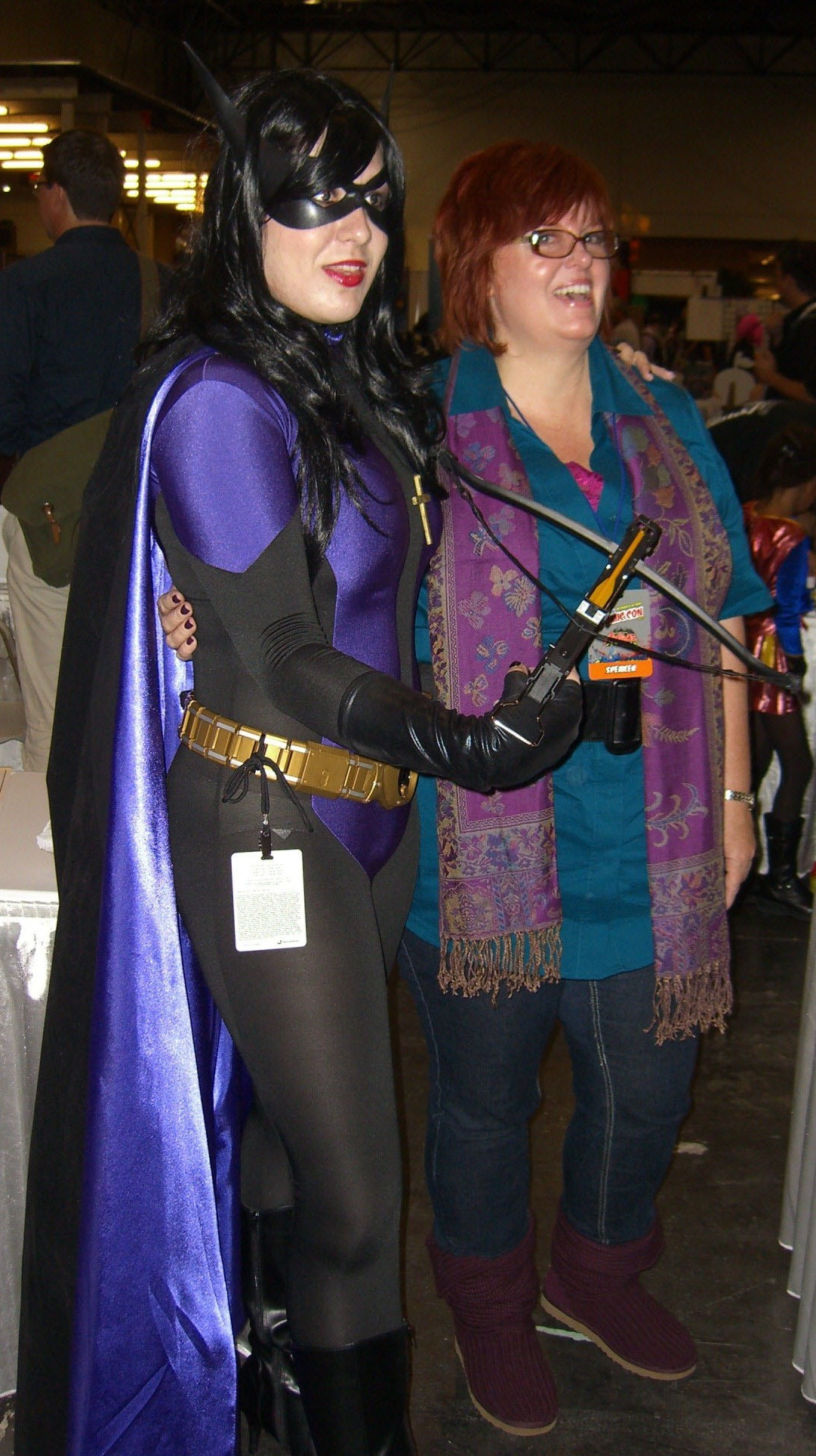
Simone posando com uma fã vestida como Caçadora, uma personagem que Simone escreveu em Birds of Prey, na New York Comic Con, 9 de outubro de 2010.

Após seu trabalho em The Simpsons, Simone entrou nos quadrinhos mainstream com uma passagem em Deadpool da Marvel Comics. Quando Deadpool foi cancelado e relançado como Agente X, Simone continuou como roteirista, mas acabou por deixar a série depois de um conflito com o editor da série. Simone voltou a escrever a conclusão do arco para o Agente X, alguns meses após o cancelamento inicial da série.
Após a disputa com a Marvel, Simone mudou-se para a DC Comics, onde ela recebeu o título Birds of Prey em 2003 (começando com a edição #56) com o grupo feminino que consiste em Oráculo, Canário Negro, Caçadora e Lady Falcão Negro.
Simone ficou responsável pela revista Action Comics, após a saída do escritor Chuck Austen, com arte de John Byrne. Simone continuou seus outros projetos, inclusive a série limitada de 2005 Vilões Unidos  - parte do crossover  "Crise Infinita" - em que ela revitalizou o personagem Homem-Gato. Ela também escreveu um arco de história em duas edições que incidiu sobre os novos Rapina e Columba para a terceira série dos Novos Titãs , com arte de Rob Liefeld. Enquanto Simone manteve sua postura habitual de entusiasmo, o fandom foi rápido em criticar a arte promocional de Liefeld produzida em conjunto com o anúncio. A polêmica se dirigiu mais a Liefeld de que a Simone, uma situação que Simone reconheceu no quadros de mensagens da DC Comics  logo após a primeira edição de Simone/Liefeld chegar às  lojas.
Em 2005, Simone escreveu uma série limitadaspin-off de Vilões Unidos, intitulado Secret Six, o que levou a uma série contínua, que estreou em setembro de 2008 e terminou com o resto dos títulos  DC antes do relançamento dos Novos 52, em setembro de 2011.
Outro trabalho de Simone inclui uma passagem no título do Superman Action Comics, uma breve passagem em The Legion, uma série  limitada em quadrinhos da DC Comics Rose & Thorn, e uma revitalização de Gen13 daWildstorm. Para a Oni Press, Simone escreveu Killer Princesses com a co-criadora e artista Lea Hernandez,  Gus Beezer Marvel Comics.
Simone também escreveu uma série de Átomo, com base em ideias de Grant Morrison e arte de John Byrne e, mais tarde, Mike Norton. Outro trabalho inclui uma série Gen13 e um projeto autoral sobre uma comunidade para super-heróis aposentados de Welcome to Tranquility, da Wildstorm. Simone também foi colaboradora de Comic Book Tattoo, de Tori Amos.
Em 12 de abril de 2007, a DC anunciou que Simone iria ser a nova roteirista regular do terceiro volume da Mulher Maravilha,  primeira previsto para começar com a edição de número #13 mas mais tarde mudando para #14. Simone é notável por ser a roteirista mulher há mais tempo a escrever Mulher-Maravilha, muitas vezes, erroneamente, creditada como a primeira mulher a escrever a personagem, quando ela foi, na verdade, precedida por Mindy Newell, Trina Robbins e Jodi Picoult. No início de 2010, ela foi nomeada como roteirista de Birds of Prey, sob o banner "O Dia mais Claro".
Simone foi substituída em Mulher Maravilha por J. Michael Strazcynski, logo após o título ser renumerado para a edição 600, mas continuou a escrever os títulos Birds of Prey e Secret Six. Uma segunda série limitada de Welcome to Tranquility  também foi publicada em 2010. Em junho de 2011, foi anunciado que Simone iria colaborar com o co-roteirista Ethan Van Sciver em uma série renovada do personagem Nuclear (Firestorm)  estrelada por Ronnie Raymond e Jason Rusch e que sua série contínua Secret Six tinha sido cancelada. posteriormente, Ela deixou Birds of Prey, e foi sucedida por Duane Swierczynski. Simone deixou The Fury of Firestorm na edição #6 (fevereiro de 2012).
Em 2011, Simone contribuiu com Power Within, um quadrinho financiado pelo Kickstarter que se concentra no bullying adolescente. Nesse mesmo ano, como parte da Iniciativa  da DC Comics Novos 52 , Simone escreveu o novo título da Batgirl  estrelado por Barbara Gordon. O primeiro número da série foi publicado em setembro de 2011, no qual, Simone apresentou uma personagem chamada Alysia Yeoh, que mais tarde foi revelada ser transgênero, o primeiro grande personagem transgênero escrito em um contexto contemporâneo num quadrinho mainstream.
Em novembro de 2012, vários veículos de imprensa noticiaram que seu acordo de exclusividade com a DC estava chegando ao fim, que ela estava deixando o título Batgirl, e possivelmente, a DC. Em 9 de dezembro de 2012, Simone revelou que sua saída não foi voluntária, e que ela tinha sido demitida de Batgirl na quarta-feira anterior pelo  novo editor do título, Brian Cunningham. Em  21 de dezembro, Simone estava de volta a escrever Batgirl.
Em fevereiro de 2013, a DC anunciou The Movement, uma nova série por Simone e pelo artista Freddie Williams II, que Simone chamou de "um título sobre poder — quem o detém, quem o utiliza, quem sofre com seu abuso." No mês seguinte, Simone começou a escrever uma nova série contínua de Red Sonja  de Dynamite. A primeira edição foi lançada em julho de 2013. Nesse mesmo ano, Simone foi listado em primeiro lugar na lista da IGN de "Melhores Tuiteiros dos Quadrinhos" pelo  "entusiasmo e empenho" de seus posts no Twitter.
A partir de 2014 a 2015, Simone escreveu a série de Lara Croft Tomb Raider para a Dark Horse Comics. A série é ambientada na continuidade do reboot do video game de 2013 e se passa entre o jogo e a sua sequência Rise of the Tomb Raider.

### Outros meios de comunicação
Simone escreveu o episódio de Liga da Justiça Sem Limites "Double Date", que apresenta  Questão, Caçadora, Arqueiro Verde e Canário Negro em uma aventura romântica com tons de vingança e inveja. Originalmente, Simone escreveu o episódio para a Batgirl Barbara Gordon. Depois de Gordon se lesionar enquanto trabalhava em um caso, Batman proíbe-a de continuar. Ela contacta Canário Negro e a Caçadora para concluir o caso. Nenhuma heroína encontra Gordon em pessoa. Devido os direitos de animação para a personagem Batgirl estarem interditados no momento, Simone substituiu Batgirl pelo Arqueiro Verde e Questão. Simone afirmou que ela estava interessada em trabalhar na animação novamente, tendo em mente uma história com a Rainha das Fábulas  que ela achou que ficaria bem animada.
Ela também escreveu um episódio de 2010 de Batman: The Brave and the Bold intitulado "The Mask of Matches Malone", estrrelando Canário Negro  e Caçadora das Aves de Rapina, enquanto elas tentam lembrar Matches Malone de que ele é o Batman.
Em agosto de 2007, Simone criou e escreveu um episódio de Revisioned: Tomb Raider da GameTap, intitulado "Pre-Teen Raider".

## Prêmios e reconhecimento
Simone tem sido notada como sendo uma das mulheres mais influentes na indústria de quadrinhos. Seu blog, Women in Refrigerators, é conhecido por aumentar a conscientização de como as mulheres são representadas nos quadrinhos. Simone afirmou que o blog não foi criado para condenar a indústria pelo seu uso de mulheres, mas para sensibilizar a tendência de personagens femininas serem utilizadas como meros dispositivos para avançar o enredo. Simone afirmou que a maioria das personagens femininas são voltadas ao público masculino através da hiperssexualização e defende a criação de personagens femininas que sejam equivalentes aos personagens masculinos, uma prática em que Simone é reconhecida por se envolver.
Em 2009, foi convidada para o Hall da Fama das Mulheres Quadrinistas Friends of Lulu.
Em 2010 e 2012, Simone foi indicada ao GLAAD Media Award como Destaque em Quadrinhos, pelo seu trabalho em Secret Six.
Em julho de 2014, Simone foi premiada com o primeiro True Believers Comic Award for Roll of Honor/Comic Excellence na London Film and Comic-Con  

### Entrevistas
- CAPE 3 Gail Simone Interview
- "The Simone Files I: Birds of Prey". Newsarama, January 24, 2007
- "The Simone Files II: The All-New Atom". Newsarama. January 25, 2007
- "The Simone Files III: Welcome to Tranquility". Newsarama. January 29, 2007
- "The Simone Files IV: Gen13". Newsarama. January 31, 2007
- "The Simone Files V: Nicola Scott". Newsarama. February 6, 2007
- "The Simone Files VI: Readers Axe The Questions". Newsarama. February 12, 2007
- Gustines, George Gene (November 27, 2007). "Wonder Woman Gets a New Voice, and It's Female". New York Times.